# Guillermo Stábile
Guillermo Stábile (17. ledna 1905 – 27. prosince 1966) byl argentinský fotbalový útočník a trenér. Hrál za Huracán Buenos Aires, po přestupu do Evropy působil v Racing Club de Paris, Red Star Paris, FC Genoa, AC Napol a Palermu. Nastupoval také v argentinské reprezentaci, se kterou si zahrál na mistrovství světa v roce 1930. Zde se stal s 8 brankami nejlepším střelcem turnaje. Vstřelil i vedoucí branku na 2 : 1 ve finálovém utkání s Uruguayí, ve kterém nakonec Argentina podlehla 2 : 4.
Po ukončení hráčské kariéry se věnoval trenérství. Vedl mimo jiné reprezentaci Argentiny, se kterou vyhrál šestkrát Copa América.